# Сьюдад-Арсе
Сьюдад-Арсе (исп. Ciudad Arce) — город и муниципалитет в центральной части Сальвадора, на территории департамента Ла-Либертад.

## Этимология
Получил название в честь государственного и военного деятеля Центральной Америки, Мануэля Хосе Арсе.

## Географическое положение
Расположен примерно в 25 км к северо-западу от столицы страны, города Сан-Сальвадор. Абсолютная высота — 552 метра над уровнем моря.

## Население
По данным на 2013 год численность населения города составляет 14 701 человек.
Динамика численности населения города по годам:
| 1992  | 2013   |
| ----- | ------ |
| 7 989 | 14 701 |